# 1188 Gothlandia
1188 Gothlandia este un asteroid din centura principală, descoperit pe 30 septembrie 1930, de Josep Comas Solá.